# Хризматин
Хризматин, хризматит (англ. chrismatine, нім. Chrismatin m, Chrismatit m) — озокеритоподібний природний вуглеводень.
Назва — від грецького «хризма» — мазь (Р. Ф. Герман, 1849).

## Опис
За консистенцією напіврідкий, маслоподібний. Густина < 1. Плавиться дуже легко. Колір зеленувато-жовтий до восково-жовтого. Близький до несмолистих парафінових різновидів бітумів, відомих під загальною назвою гатчетиту(ну).

## Поширення
Знайдений в рудних жилах, які пронизують пісковики, підстилаючи кам'яновугільні відклади Саксонії (ФРН).